# Ada (voornaam)
Ada is een meisjesnaam, die kan zijn afgeleid van een Germaanse naam met de naamstam adel ("adel") of van de Hebreeuwse naam Ada(h) ("versiersel, schoonheid"). Alsook is Ada een Turkse meisjesnaam, die de betekenis draagt van 'eiland'. In de Griekse mythologie komt de naam ook voor. 

## Bekende Nederlandse naamdraagsters
- Ada van Holland (gravin) (1188-1223), gravin van Holland
- Ada Baas-Jansen, oud-politica
- Ada Boerma-van Doorne, burgemeester
- Ada Bolten, voormalig zwemster
- Ada den Haan, voormalig zwemster
- Ada Kok, voormalig zwemster
- Ada van Zelm, kunstenaar en illustrator

## Bekende buitenlandse naamdraagsters
- Ada van Schotland, prinses van Schotland en gravin van Holland
- Ada Lovelace, Brits wiskundige
- Ada Negri, Italiaans dichteres
- Ada Colau, Spaans burgemeester van Barcelona

## Bekende naamdraagsters in de literatuur
- Ada Brons, personage uit Harry Mulisch' magnum opus De ontdekking van de hemel